# IHF Super Globe de 2011
O IHF Super Globe de 2011 foi a quinta edição do torneio de clubes continentais, sediado em Doha, Qatar, entre os dias 14 a 18 de maio  no Al-Gharafa Sports Club Hall.
O THW Kiel foi o campeão ao vencer o BM Ciudad Real por 28-25 na final.

## Edição 2011
| Grupo A                                 | Grupo B                                          |
| --------------------------------------- | ------------------------------------------------ |
| THW Kiel Al Rayyan Al Sadd EC Pinheiros | BM Ciudad Real Al-Sadd Al-Zamalek Southern Stars |